# Jarosław Sowiński
Jarosław Sowiński (Kabat) (ur. 7 czerwca 1923 w Poznaniu, zm. 20 stycznia 1988 w Krakowie) – polski artysta, malarz, projektant, architekt wnętrz. Członek grupy artystycznej MARG, naczelny plastyk Krakowa oraz kierownik pracowni dekoratorskiej Prezydium MRN. 

## Życiorys
Urodził się 7 czerwca 1923 r. w Poznaniu pod nazwiskiem Kabat, które zmienił na Sowiński w 1952 roku. 
Uczył się w gimnazjum humanistycznym im. I. J. Paderewskiego w Poznaniu, gdzie w grudniu 1939 roku ukończył trzecią klasę, po czym został wysiedlony na Lubelszczyznę. 
W 1943 osadzony został w obozie w Majdanku, który to pobyt udało mu się przetrwać. 
W Poznaniu w 1945 uzyskał świadectwo egzaminu dojrzałości liceum ogólnokształcącego. Rozpoczął studia na Katolickim Uniwersytecie Lubelskim, z którego przeniósł się do Poznania, by studiować filozofię. W tym czasie rozpoczął także naukę w wieczornej szkole rysunku w Wyższej Szkoły Sztuk Plastycznych w Poznaniu. W późniejszym okresie rysunku na Politechnice Warszawskiej nauczał go prof. Zygmunt Kamiński. 
W 1949 zaczął studia na Wydziale Malarstwa ASP w Krakowie, po czym na III roku przeniósł się na Wydział Architektury Wnętrz. Studia ukończył w 1953, a w lutym 1954 roku uzyskał stopień zawodowy dyplomowanego artysty plastyka architekta wnętrz. 
W 1956 roku był inicjatorem powstania pierwszej w kraju pracowni doświadczalnej tworzyw sztucznych dla celów artystycznych. 
Jarosław Sowiński był inicjatorem powstania w 1958 roku grupy MARG. Należeli do niej zarówno malarze, jak i rzeźbiarze oraz graficy. Prezentowali oni swoje prace przy Rynku 25, w byłej sali KW PZPR, a ostatni raz w 1962 roku w Pałacu Sztuki. Oprócz Sowińskiego do grupy należeli m.in. Włodzimierz Buczek, Witold Damasiewicz, Antoni Hajdecki i Jan Tarasin. 
W latach 60. zajmował stanowisko naczelnego plastyka miasta Krakowa, a w roku 1964 na obchody 600-lecia Uniwersytetu Jagiellońskiego wykonał „udane, oparte na zasadach nowoczesnej architektury” dekoracje przestrzenne. Był wtedy kierownikiem Pracowni Dekoratorskiej Prezydium MRN. 
Zmarł pod koniec stycznia 1988 w wieku 65 lat. 

## Wybrane prace
- Na początku lat 50 razem z Tadeuszem Brzozowskim wykonał polichromie w kościele w Godziszowie oraz, wraz z zespołem powiększonym o Barbarę Gawdzik, w kościele klasztoru Franciszkanów w Głogówku[10].
- W 1954 na zamówienie Kolei Państwowych zaprojektował i wykonał z żoną Krystyną malowidło na ścianie hali biura rozbudowy kolei przy Rondzie Mogilskim[11]. Przedstawiało ono, w niezwykle jak na tamte czasy nowatorskiej formie odchodzącej od obowiązującego socrealizmu, rozwój kolejnictwa. Malowidło obecnie jest zakryte płytami gipsowymi[12].
- W latach 50 wykonał także plakat „drogowskaz” na konkurs plakatów o tematyce BHP zorganizowany przez redakcję BHO Wydawnictwa Artystyczno-Graficznego[13].
- W 1973 wykonał projekt konstrukcji układu heliocentrycznego na „tydzień kopernikowski”[14], który ustawiono na Rynku w Krakowie[15]. Potem rzeźbę umieszczono przed budynkiem Uniwersytetu Rolniczego[16].

## Nagrody i odznaczenia
- 1964: Odznaka 1000-lecia Państwa Polskiego[17]
- 1973: Medal Kopernikowski[18]